# Thruscross
Thruscross lub Thurcross – osada i civil parish w Anglii, w North Yorkshire, w dystrykcie (unitary authority) North Yorkshire. W 2001 osada liczyła 85 mieszkańców.